# A. Lychegaard
Andreas Lychegaard (født 6. oktober 1797 i Hjørring, død 19. december 1863 i København) var en dansk exam.jur. og politiker som var medlem af Folketinget 1853-1858.
Lychegaard var søn af købmand Christen Thomsen Lychegaard som tidligere var proprietær. Han blev ansat på amtskontoret i Hjørring i 1814, på byfogedkontoret i Hjørring i 1821 og byfogedkontoret i Skagen i 1824. Han blev exam.jur. i 1826 og fuldmægtig hos herredsfogeden Hassing og Refs Herreder samme år. Han var på byfogedkontoret i Vordingborg 1832-1833. Han købte Morupmølle i Sydthy i 1833, flyttede til Hjørring i 1844, til Aalborg i 1858 og til København i 1862.
Lychegaard var medlem af amtsrådet i Thisted Amt 1842-1844 og forligskommissær i Thylands Søndre Distrikt 1833-1844 og kystbefalingsmand 1843-1844. Han var formand for borgerrepræsentantskabet i Hjørring 1845-1847 og samtidig strandingskommissær i Hjørring Amt.
Han stillede op ved folketingsvalget 1852 i Thisted Amts 3. valgkreds (Vestervigkredsen) og tabte til møller Johannes Jensen. Han blev valgt i kredsen ved valgene i maj 1853, 1854 og 1855, og sad i Folketinget sammenlagt fra 27. maj 1853 til 14. juni 1858. Han genopstillede ikke ved valget i 1855.
Han blev udnævnt til kancelliråd i 1858.